# Chrysomalla
Chrysomalla is een geslacht van vliesvleugeligen uit de familie Perilampidae. De wetenschappelijke naam van dit geslacht is voor het eerst geldig gepubliceerd in 1859 door Förster.

## Soorten
Het geslacht Chrysomalla omvat de volgende soorten:
- Chrysomalla hesperis Darling, 1986
- Chrysomalla huberi Dzhanokmen, 2007
- Chrysomalla pallidivena Zerova, 1973
- Chrysomalla parva Boucek, 1972
- Chrysomalla poeta (Girault, 1929)
- Chrysomalla rara Dzhanokmen, 2007
- Chrysomalla roseri Förster, 1859
- Chrysomalla stigmatica Boucek, 1972
- Chrysomalla striata Askew, 2001
- Chrysomalla tobiasi Dzhanokmen, 1981
- Chrysomalla turcica Boucek, 1972